# Lebjada
Lebjada (vitryska: Лебяда) är ett vattendrag i Belarus.   Det ligger i voblasten Hrodna voblast, i den västra delen av landet, 170 km väster om huvudstaden Minsk.
I omgivningarna runt Lebjada växer i huvudsak blandskog. Runt Lebjada är det ganska glesbefolkat, med 24 invånare per kvadratkilometer.